# Jean Stern
Léon Antoine Jean Stern (París, 19 de febrer de 1875 – París, 15 de desembre de 1962) va ser un tirador francès que va competir a principis del segle xx.
El 1908 va prendre part en els Jocs Olímpics de Londres, on disputà dues proves del programa d'esgrima. En la competició d'espasa individual quedà eliminat en semifinals, mentre en la d'espasa per equips guanyà la medalla d'or.